# Jan Golda
Jan Golda (10. června 1914 Pavlovice – 26. srpna 1942 Brno-Žabovřesky) byl český student, letecký konstruktér a protinacistický odbojář.

## Život

### Před druhou světovou válkou
Jan Golda se narodil 10. června 1914 v Pavlovicích na Vyškovsku v rodině domkáře Josefa Goldy a Terezie, rozené Kyprové. V roce 1934 odmaturoval na 1. státní průmyslové škole v Brně a poté začal studovat strojní inženýrství na České vysoké škole technické tamtéž. V době uzavření českých vysokých škol nacisty na podzim 1939 studoval její čtvrtý ročník. Byl členem Aeroklubu Medlánky a podílel se na výrobní dokumentaci a konstrukci větroňů.

### Druhá světová válka
Po německé okupací a uzavření českých vysokých škol nacisty na podzim 1939 začal Jan Golda pracovat v brněnskké Zbrojovce. Vstoupil do protinacistického odboje tím, že ze Zbrojovky tajně vynášel zbraně. Spolupracoval zejména s úsekovým velitelem Obrany národa pro Pisárky škpt. Františkem Petráčkem. Za svou činnost měl být v dubnu 1940 zatčen gestapem, ale podařilo se mu uprchnout. Skrýval se na různých místech, nejvíce v Chřibech. V květnu 1942 se byl nucen kvůli podlomenému zdraví vrátit do Brna, kde se ukrýval v Žabovřeskách u své bytné Milady Dvořákové. Dne 26. srpna 1942 svému stavu podlehl. Tajně byl pohřben na zahradě domu. Po skončení druhé světové války byly jeho ostatky vyzvednuty a uloženy na hřbitově v Bohdalicích.

## Posmrtná ocenění
- Janu Goldovi byl v roce 1945 Vysokou školou technickou Dra Edvarda Beneše in memoriam udělen titul Inženýra